# Lac Bleu (îles Kerguelen)
Pour les articles homonymes, voir Lac Bleu.
Le lac Bleu est un lac situé au sud sur la presqu'île Jeanne d'Arc de la Grande Terre des îles Kerguelen dans les Terres australes et antarctiques françaises (TAAF).

## Géographie

### Situation
Le lac Bleu est situé au sud de la Grande Terre, au nord-ouest de la presqu'île Jeanne d'Arc, dont il constitue le plus grand lac. Il s'étend au creux du val d'Ossau (partie des Trois Vallées en amont et de la vallée des Neiges en aval), encastré entre différents massifs montagneux dont les deux principaux sont à l'ouest, le nord des Monts Dawson se prolongeant avec le Plateau du Vent, et à l'est, l'épaulement du mont Pierre Termier et le mont Haug.
De forme quasiment rectangulaire, il est situé à environ 160 m d'altitude et s'étend sur 2,2 km de longueur et 660 m de largeur maximales pour environ 1,05 km de superficie. Le lac est alimenté par les eaux de ruissellement et de fonte des neiges des montagnes environnantes qui forment, avec plusieurs torrents, le gave d'Ossau. Son émissaire est la rivière des Neiges qui en s'écoulant dans la vallée homonyme se jette dans la passe de Buenos Aires du golfe du Morbihan.

### Toponymie
Le lac Bleu doit son nom – attribué en 1932 par Edgar Aubert de la Rüe lors de ses expéditions dans l'archipel – à la couleur de ses eaux.